# Progonia spodopa
Progonia spodopa är en fjärilsart som beskrevs av Fletcher 1957. Progonia spodopa ingår i släktet Progonia och familjen nattflyn. Inga underarter finns listade i Catalogue of Life.